# Goncalvo Velho Cabral
Goncalvo Velho Cabral (1400? Portugalsko – 1460?) byl portugalský mnich a mořeplavec epochy Jindřicha Mořeplavce. Jeho otec byl Fernão Velho a matka se jmenovala Maria Alvares Cabral. Jeho ženou byla Jonathan Soares de Albergaria. S rodinou zakládal osady na Azorských ostrovech, které na své cestě objevil.
V roce 1416 velel výpravě vyslanou Jindřichem Mořeplavcem k břehům západní Afriky. Plul podél v té době neznámého pobřeží Maroka na jih k ústí řeky Wádí Dráa. Odtud se vrátil zpět. V roce 1431–1432 objevil Azorské ostrovy, které nazval podle jestřábů (Acores).